# Gizmo5
Gizmo5 (tidigare Gizmo Project) är ett datorprogram som används för IP-telefoni. Till skillnad från exempelvis Skype, bygger Gizmo5 på den öppna standarden SIP och sedan version 1.1 även XMPP.